# Greatham
Greatham is een civil parish in het bestuurlijke gebied East Hampshire, in het Engelse graafschap Hampshire met 795 inwoners.